# Corinna (nome)
Corinna  è un nome proprio di persona italiano femminile.

## Varianti
- Femminili: Corina[3]
- Maschili: Corinno[1][2][3], Corino[3]

### Varianti in altre lingue
- Catalano: Corina[4]
- Francese: Corinne[2][5][6]
- Greco antico: Κοριννα (Korinna)[5]
- Greco moderno: Κορινα (Korina)[5]
- Inglese: Corinna[5][6], Corina[5][6], Corinne[5], Corrina[5]
  - Ipocoristici: Corrie[5], Corie[5]
- Latino: Corinna[1][2][5]
  - Maschili: Corinnus[1]
- Polacco: Koryna
- Rumeno: Corina[5]
- Spagnolo: Corina[4], Corinna[4]
- Tedesco: Corinna[5], Corina[5], Korinna, Korinne
- Ungherese: Korinna

## Origine e diffusione
Deriva dal nome greco Κοριννα (Korinna), un diminutivo del termine κορη (kore, "fanciulla", "giovinetta", da cui anche il nome Cora, di cui viene talvolta considerato una variante); per significato, quindi, è analogo a Talitha, Colleen, Morwenna e Zita, oltre che al già citato Cora.
Il nome era portato da Corinna, una poetessa dell'antica Grecia, e venne poi adoperato da Ovidio che battezzò così la protagonista femminile della sua raccolta di elegie intitolata Amores. Il suo uso in epoca moderna è dovuto principalmente al successo del romanzo di Madame de Staël Corinna o l'Italia, che narra di una poetessa inglese chiamata così; per quanto riguarda la lingua inglese, lì è in uso sostanzialmente dal XVII secolo, grazie a vari poeti fra i quali Robert Herrick che lo rispolverò per la sua opera Corinna's going a-Maying.
In italiano è attestata anche una forma maschile, Corinno, ma il nome gode di una certa diffusione solo al femminile.

## Onomastico
L'onomastico può essere festeggiato il primo di novembre, festa di Ognissanti, non essendovi sante con questo nome che è quindi adespota.

## Persone
- Corinna, poetessa greca antica

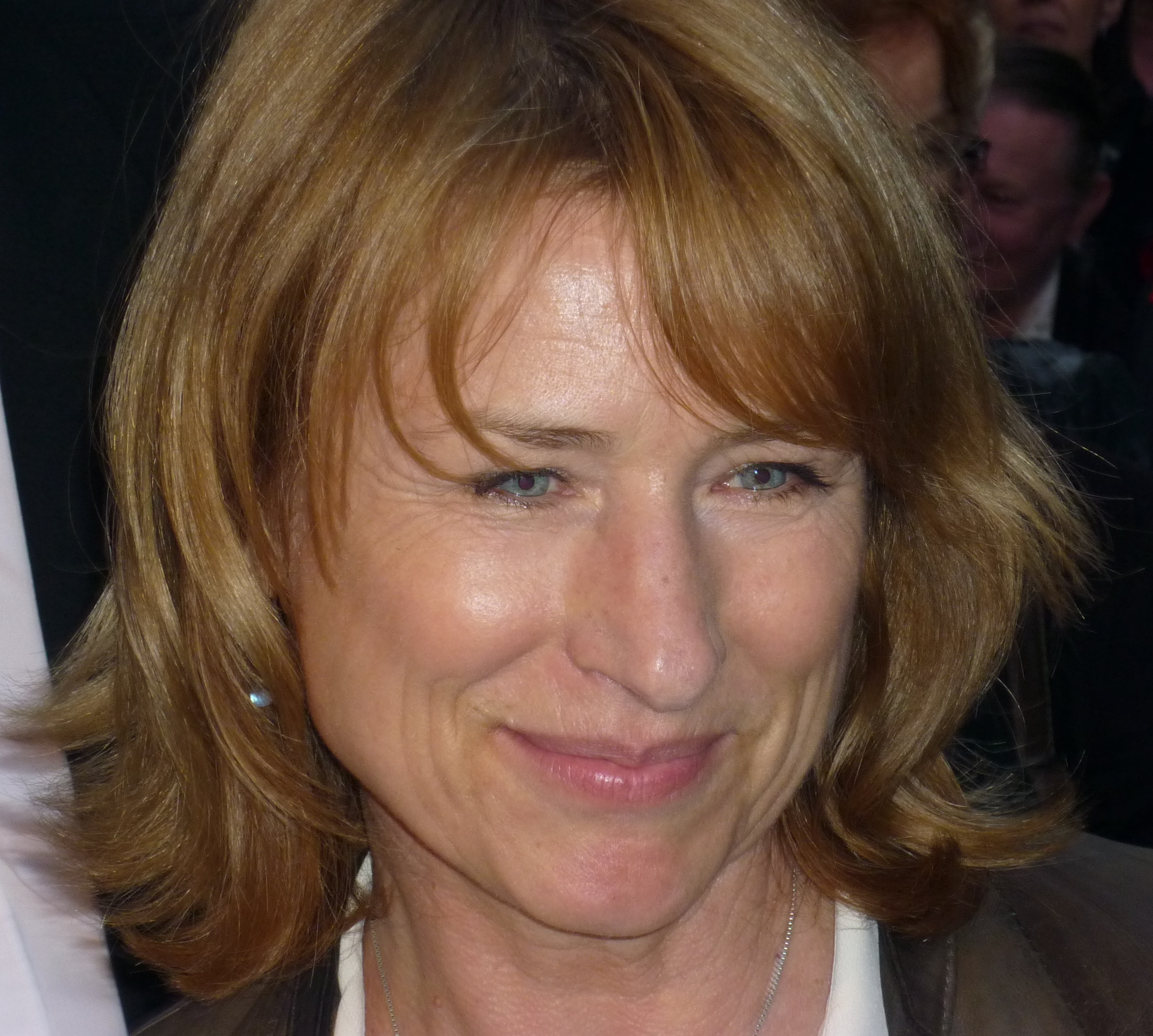
Corinna Harfouch

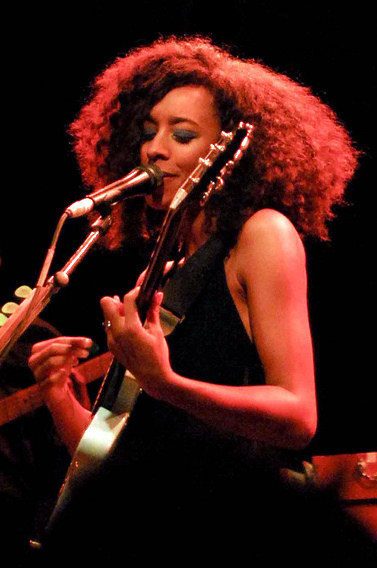
Corinne Bailey Rae

- Corinna Boccacini, snowboarder italiana
- Corinna Dentoni, tennista italiana
- Corinna Harfouch, attrice tedesca
- Corinna A. Horn, attrice tedesca
- Corinna Martini, slittinista tedesca
- Corinna May, cantante tedesca
- Corinna Panzeri, schermitrice italiana
- Corinna Tsopei, modella e attrice greca

### Variante Corinne

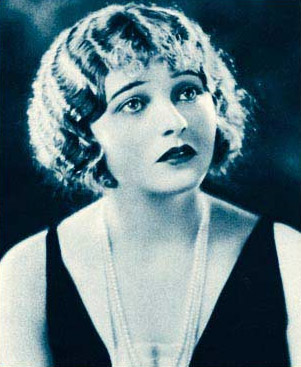
Corinne Griffith

- Corinne Bailey Rae, cantautrice e chitarrista britannica
- Corinne Calvet, attrice francese naturalizzata statunitense
- Corinne Cléry, attrice francese naturalizzata italiana
- Corinne Coman, modella francese
- Corinne Hermès, cantante francese
- Corinne Griffith, attrice statunitense
- Corinne Imlig, sciatrice alpina svizzera
- Corinne Jiga, attrice e modella rumena naturalizzata italiana
- Corinne Lepage, politica francese
- Corinne Luchaire, attrice francese
- Corinne Maîtrejean, schermitrice francese
- Corinne Niogret, allenatrice di biathlon e biatleta francese
- Corinne Rey-Bellet, sciatrice alpina svizzera
- Corinne Schmidhauser, sciatrice alpina svizzera
- Corinne Suter, sciatrice alpina svizzera
- Corinne Touzet, attrice, regista e produttrice televisiva francese

### Variante Corina
- Corina Casanova, politica svizzera

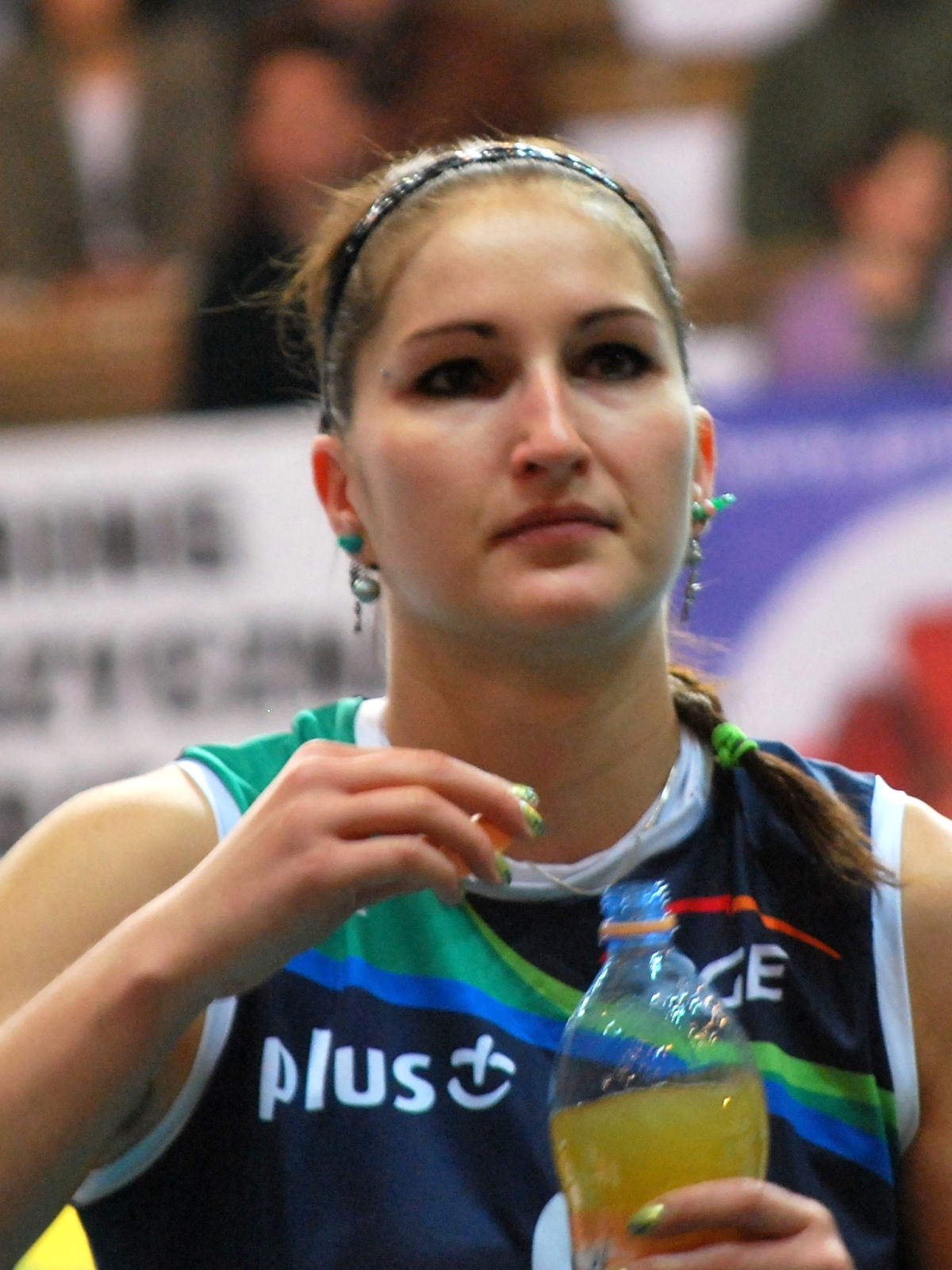
Corina Ssuschke

- Corina Monica Ciorbă, cantante rumena
- Corina Indrei, schermitrice rumena
- Corina Morariu, tennista statunitense
- Corina Ssuschke, pallavolista tedesca
- Corina Ungureanu, ginnasta rumena

### Variante Corine
- Corine Franco, calciatrice francese
- Corine Mauch, politica svizzera

## Il nome nelle arti
- Corinna Corvonero è la versione italiana di Rowena Ravenclaw nelle nuove traduzioni della saga di Harry Potter.
- Corinna è un personaggio degli Amores di Publio Ovidio Nasone.
- Corinna è un personaggio del romanzo di Madame de Staël Corinna o l'Italia.
- Corinna è la protagonista di una canzone omonima di Giorgio Gaber nell'album Sexus et politica (1970).
- Korinna Ducklair è un personaggio della serie a fumetti PK².
- Corinna Franke è un personaggio della soap opera Tempesta d'amore.
- Corinna, Corinna è una canzone tradizionale americana, cantata tra gli altri da Mississippi John Hurt, Bob Dylan, Pat Boone, Leo Kottke, Big Joe Turner ecc.
- Corinna Negri è un personaggio della serie televisiva Boris.